# Tishomingo (Mississippi)
Pour les articles homonymes, voir Tishomingo.
Tishomingo est une ville américaine située dans le comté de Tishomingo, dans le Mississippi. Selon le recensement de 2020, sa population est de 370 habitants.